# 王余庆
王余庆，字叔善，元朝四明（今浙江省宁波市）人。
王余庆官至江南行台监察御史，以儒学名重当世。王余庆跟随康里巎巎学习草书。在书法方面，康里巎巎有著众多的学生：王余庆、金哈剌、陈达、王桂、詹希元等。